# Tzajalchén 1ra. Sección
Tzajalchén 1ra. Sección är en ort i Mexiko.   Den ligger i kommunen Chilón och delstaten Chiapas, i den sydöstra delen av landet, 800 km öster om huvudstaden Mexico City. Tzajalchén 1ra. Sección ligger 658 meter över havet och antalet invånare är 283.
Terrängen runt Tzajalchén 1ra. Sección är lite bergig. Runt Tzajalchén 1ra. Sección är det ganska tätbefolkat, med 54 invånare per kvadratkilometer. Närmaste större samhälle är Sacún Cubwitz, 5,9 km sydost om Tzajalchén 1ra. Sección. I omgivningarna runt Tzajalchén 1ra. Sección växer i huvudsak städsegrön lövskog.